# Janina Adamus
Janina Adamus – polska inżynierka, profesor nauk inżynieryjno-technicznych

## Życiorys
Uzyskała tytuł magistra inżyniera w 1982 roku na Politechnice Częstochowskiej. Stopień doktora nauk technicznych uzyskała tamże w 1999 roku na podstawie pracy pt. Wpływ tarcia i smarowania na odkształcalność blach stalowych i stalowych ocynkowanych w procesie tłoczenia. Habilitowała się w dziedzinie budowy i eksploatacji maszyn na Politechnice Częstochowskiej w 2011 roku. Uzyskała tytuł profesora nauk inżynieryjno-technicznych w 2019 roku. 
Od 1992 roku pracuje na Politechnice Częstochowskiej na Wydziale Budownictwa, a od 2023 roku także na Uniwersytecie Jana Długosza w Częstochowie

## Publikacje (wybór)
- Wpływ tarcia i smarowania na odkształcalność blach stalowych i stalowych ocynkowanych w procesie tłoczenia (praca doktorska, 1998)[2]
- Analiza kształtowania wyrobów tytanowych metodami obróbki plastycznej na zimno (2010)[4]
- Wybrane problemy kształtowania wytłoczek z blach stalowych, aluminiowych i tytanowych (2018)[5]